# Karl Heinrich von Zielinski
Karl Heinrich von Zielinski (* 6. November 1772 auf Schwentainen; † 9. August 1817 in Königsberg) war ein preußischer Generalmajor und Kommandeur der 1. Truppen-Brigade in Königsberg.

## Leben

### Herkunft
Karl war ein Sohn des Gutsherrn von Schwentainen Johann Siegmund von Zielinski (1712–1787) und dessen Ehefrau Dorothea, geborene Moyseschewitz (1736–1809). Sein Bruder Johann Christoph starb 1780 als Kadett in Berlin, Friedrich Wilhelm († 1817) war Major a. D. und Kreisbrigadier der Gendarmerie.

### Militärkarriere
Zielinski besuchte die Kadettenhäuser in Stolp und Berlin. Am 9. April 1791 wurde er als Fähnrich im Infanterieregiment „Jung-Woldeck“ der Preußischen Armee angestellt und avancierte bis November 1792 zum Sekondeleutnant. Im folgenden Ersten Koalitionskrieg gegen Frankreich kämpfte er bei der Kanonade von Valmy, dem Gefecht bei Rupertsberg und am Schätzel, der Schlacht bei Kaiserslautern und der Belagerung von Landau in der Pfalz. Für sein Verhalten im Gefecht bei Edinghofen erhielt Zielinski am 29. Juli 1794 den Orden Pour le Mérite. 
Nach dem Krieg stieg er bis Mitte März 1804 mit einem Sold von 800 Talern zum Stabskapitän und Quartiermeisterleutnant auf. Am 20. Oktober 1805 wurde Zielinski Kapitän und nahm als solcher am Vierten Koalitionskrieg teil. Er kämpfte in der Schlacht bei Auerstedt und geriet mit einer schweren Kopfverletzung in Gefangenschaft. An den Folgen dieser Verwundung sollte er bis zum Ende seines Lebens leiden und schließlich auch sterben. Am 8. April 1807 wurde er ausgetauscht und erhielt zunächst 200 Taler Unterstützung. Zudem wurde er am 21. September 1807 mit Patent vom 27. August 1807 Major. Am 26. Dezember 1808 wird er zum Stab des Generals Yorck versetzt. Von dort kam er am 3. April 1810 als Kommandeur des Füsilier-Bataillons in das 2. Ostpreußische Infanterie-Regiment und am 23. März 1811 wurde er dann Kommandeur des 1. Ostpreußischen Infanterie-Regiments. Bereits am 24. Mai 1811 erhielt Zielinski das Kommando über die leichten Truppen der Westpreußischen Brigade. Als Etat wurden ihm am 8. Juli 1811 monatlich 208 Taler, acht Groschen und vier Rationen bewilligt. Am 15. Juni 1812 wurde er erneut versetzt und zum Kommandeur des Leib-Infanterie-Regiments ernannt. In dieser Stellung nahm er am Gefecht bei Gräfenthal teil und wurde am 14. März 1813 zum Oberstleutnant befördert.
Wenig später kam Zielinski am 26. März 1813 als Brigadechef in das Korps Yorck (I. Armee-Korps), wo er am 25. Juni 1813 Oberst wurde. Mitte August 1813 folgte seine Ernennung zum Chef des Generalstabes der 1. Armee. Während des Befreiungskrieges nahm er nun an den Schlachten bei Großgörschen, Bautzen, dem Übergang bei Wartenburg und auch der Völkerschlacht bei Leipzig sowie den Kämpfen bei Brienne, La Rothiere, Vauchamps, Etoges und Craonne teil. Für sein Wirken bei Königswartha-Weißig erhielt Zielinski das Eiserne Kreuz II. Klasse und für Katzbach das Kreuz I. Klasse. Am 8. Dezember 1813 wurde er mit Patent vom 10. Dezember 1813 zum Generalmajor befördert.
Am 23. März 1815 wurde er zum 5. Armeekorps unter York versetzt. Dort wurde er am 24. September 1815 Kommandeur der 1. Truppen-Brigade in Königsberg. Vom russischen Zaren erhielt er den Orden des Heiligen Wladimir III. Klasse und den Orden der Heiligen Anna I. Klasse. Er starb bereits am 9. August 1817 in Königsberg an den Spätfolgen seiner im Krieg erlittenen Kopfverletzung.

### Familie
Zielinski heiratete am 7. März 1816 in Frankfurt (Oder) Wilhelmine („Minna“) Luise Antoinette Wagner (1799–1875). Sie war eine Bekannte von Rahel Varnhagen und hatte eine einige Zeit mit ihr korrespondiert. Die Witwe heiratete nach dem Tod ihres Mannes am 15. Juni 1835 Adolf Eduard von Tresckow (1805–1865), der damals Sekondeleutnant im Leib-Regiment war, anschließend ins Auswärtige Amt wechselte und auch als Schriftsteller tätig war.